# باره، سوریه
باره (به عربی: البارة) یک محوطه باستانی و روستا در سوریه است که در استان ادلب واقع شده‌است.